# Zona Franca de Cádiz

Escudo de la Zona Franca de Cádiz.

La Zona Franca de Cádiz es una entidad pública empresarial para el desarrollo socioeconómico del área de influencia en Cádiz, España. Con este objetivo, usa instrumentos como los intercambios foráneos, los servicios de logística y los promoción de propiedades industriales.

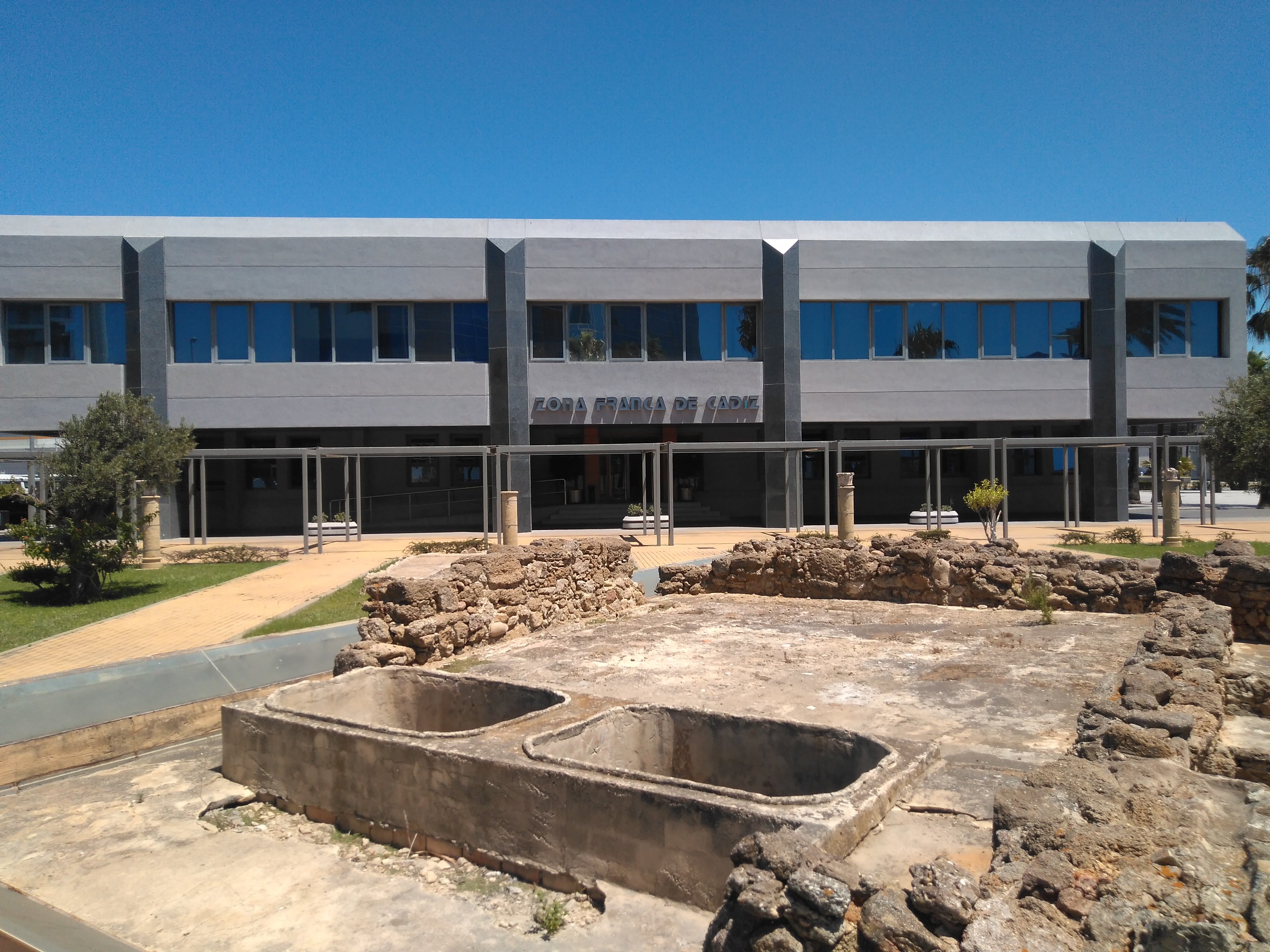
Edificio Sede Social

## Equipamientos y ventajas fiscales y aduaneras
La Zona Franca de Cádiz es un importante centro logístico y de intercambio foráneo estratégicamente ubicado como un puente entre la Unión Europea, África del Norte y Latinoamérica, ofreciendo una serie de facilidades y ventajas a sus operadores.
La Zona Franca cuenta con un recinto fiscal en Cádiz y, actualmente, está desarrollando un nuevo recinto en la Bahía de Algeciras. Ambos espacios productivos se encuentran próximos a las principales vías de comunicación marítimas (puertos de Cádiz y Algeciras), aéreas (aeropuertos de Jerez, Sevilla y Málaga) y terrestres. Además de estos dos recintos fiscales, la Zona Franca dispone de equipamientos como:
- Edificios de Oficinas y centros de negocios.
- Naves para uso industrial y comercial.
- Suelo industrial.
- Zona Portuaria en el recinto de Cádiz.
- Almacenes fríos.
- Servicios Complementarios: báscula, servicios de aduana, seguridad, etc.

Dentro de los recintos fiscales, la aplicación de las ventajas aduaneras y fiscales para operaciones de comercio exterior suponen un ahorro para las empresas instaladas, cuyas mercancías no están sujetas a aranceles ni impuestos mientras están en el recinto o  pueden transformarse y manipularse sin ningún gravamen, entre otros beneficios. ofreciendo una serie de facilidades a sus operadores.
VENTAJAS PARA MERCANCÍAS NO COMUNITARIAS
- No sujetas a impuestos mientras permanezcan en Zona Franca.
- Régimen de perfeccionamiento activo (previa autorización de la Aduana): permite importar mercancía, procesarla,  perfeccionarla y reexportarla, quedando exenta del pago de aranceles e IVA.
- No aplicación de IVA en todas las manipulaciones hasta su importación.

VENTAJAS PARA MERCANCÍAS COMUNITARIAS
- Exención de IVA para mercancías introducidas en Zona Franca.
- Plazo de estancia ilimitado.
- Posibilidad de múltiples operaciones de compra-venta en Zona Franca con exención de IVA.

## Historia
El Consorcio de la Zona Franca de Cádiz fue creado por Orden de 12 de abril de 1933, que aprobó sus Estatutos, redactados al amparo de lo dispuesto en los Reales Decretos de 11 de junio de 1929 y 22 de julio de 1930, pero estas últimas normas eran la consecuencia de una evolución legal que, históricamente, comienza con la creación de los Depósitos de Comercio en las Ordenanzas Generales de Aduanas de 1870, como almacenes para conservar mercancías extranjeras sin pagar aduanas ni derecho de importación, siendo los mismos administrados directamente por el Estado según proclamaron tanto aquellas Ordenanzas como la Real Orden de 22 de octubre de 1914 que, al crear el depósito de comercio de Cádiz, confiaba su administración a título de concesión por tiempo no limitado a la Junta de Obras del Puerto.
Más tarde la Ordenanza General de la Renta de Aduanas de 14 de noviembre de 1924 y el Real Decreto de 20 de febrero de 1926, reforzaron la intervención estatal con la presencia de un Comisario Regio; y por último, el Real Decreto ya citado de 11 de junio de 1929, creaba las Zonas Francas.

## Industrias más importantes
La planta de Airbus Group, es una de las empresas más importantes que se encuentra en la Isla del Trocadero y emplea a más de 400 personas.
Anteriormente también contó con la planta de Delphi Corporation, que daba empleo a más de 1.900 personas de manera directa y otras miles de manera indirecta. Estuvo activa hasta su cierre en 2007.

## Órganos de Gobierno. El Pleno y el Comité Ejecutivo
El Consorcio de la Zona Franca de Cádiz se rige por dos órganos de Gobierno:
- El Pleno
- El Comité Ejecutivo

La Zona Franca de Cádiz, ente público empresarial dependiente del Ministerio de Hacienda del Gobierno de España, tiene al frente de su gestión a un delegado  Especial del Estado nombrado por el Consejo de Ministros, mientras que cuenta con la figura de una presidencia que es ostentada por el alcalde de la ciudad. La presidencia del Pleno corresponde al alcalde y la del Comité Ejecutivo al delegado del Estado, cuya gestión diaria está apoyada por un equipo directivo y personal técnico especializado. En la actualidad (2021), el delegado Especial del Estado es Francisco González Pérez y el alcalde-presidente es José María González.
El Comité Ejecutivo se compone, además de por el delegado del Estado, por dos vocales del Estado, dos vocales concejales del Ayuntamiento de Cádiz, un vocal Administrador de la Aduana de Cádiz y un vocal de la Cámara Oficial de Comercio, Industria y Navegación.
El Pleno está conformado a su vez, además de por el alcalde-presidente y el delegado Especial que ostenta la vicepresidencia, por tres vocales del Estado, por cinco del Ayuntamiento de Cádiz, uno de la Diputación Provincial, uno de la Autoridad Portuaria, así como representantes de la Administración de Aduanas, Cámara de Comercio y Renfe.